# Beilrode
Beilrode é um município da Alemanha, situado no distrito da Saxônia do Norte, no estado da Saxônia. Tem 92,67 km² de área, e sua população em 2019 foi estimada em 4.154 habitantes.